# Eumenidiopsis nigritus
Eumenidiopsis nigritus är en stekelart som först beskrevs av Kohl 1909.  Eumenidiopsis nigritus ingår i släktet Eumenidiopsis och familjen Eumenidae. Inga underarter finns listade i Catalogue of Life.